# Boris Kamkov
Boris Davidovich Kamkov (em russo:  Бори́с Дави́дович Камко́в; 3 de junho de 1885 — 29 de agosto de 1938) foi um revolucionário russo, um líder dos Socialistas Revolucionários de Esquerda (SRs de Esquerda) e um membro do Conselho do Comissariado do Povo. Foi morto durante a Grande Expurgo.
Participou da abortiva Revolução de 1905, foi preso e banido a Turukhansk. Em 1907 escapou e entrou no exílio no exterior, vivendo principalmente na Alemanha, França e Suécia. Contribuiu para várias publicações dos Socialistas Revolucionários e estudou direito na Universidade de Heidelberg, formando-se em 1911.
Os Socialistas Revolucionários aceitaram a Revolução de Outubro, e Kamkov participou de negociações com os bolcheviques para formar um governo de coalizão. Favoreceu acordos entre todos os partidos socialistas, uma posição popular na época, sentindo que "a esquerda não deveria se isolar das forças democráticas moderadas". A coalizão Bolchevique/SRs de Esquerda foi de curta duração. Embora tenha apoiado a participação do grupo na delegação russa nas negociações de paz com a Alemanha imperial em Brest-Litovsk, ficou consternado com as duras condições impostas à Rússia pelo Tratado, temendo que isso sufocasse a Revolução Russa.
Em novembro de 1918, grande parte do Comitê Central do Partido Socialista Revolucionário de Esquerda foi julgado. Em 1937 foi preso, com a intenção de usá-lo como testemunha no julgamento de fachada de Nikolai Bukharin em março de 1938. No entanto, recusou-se firmemente a incriminar Bukharin sob a acusação de ter conspirado com os SRs de Esquerdos para assassinar Lenin em 1918, apesar de severa pressão. Em 29 de agosto de 1938, foi condenado à morte. A sentença foi cumprida no mesmo dia. Foi reabilitado pelo governo soviético em 1991.